# Lokaalspoorweg
Een lokaalspoorweg is een secundaire spoorweg, in aanvullingen op de hoofdspoorwegen. Aan lokaalspoorwegen worden minder hoge eisen gesteld dan aan de hoofdspoorwegen. Deze wettelijke eisen verschillen echter per land. In België ontstond vanaf 1885 een groot en dicht netwerk onder de term Buurtspoorwegen.

## Nederland

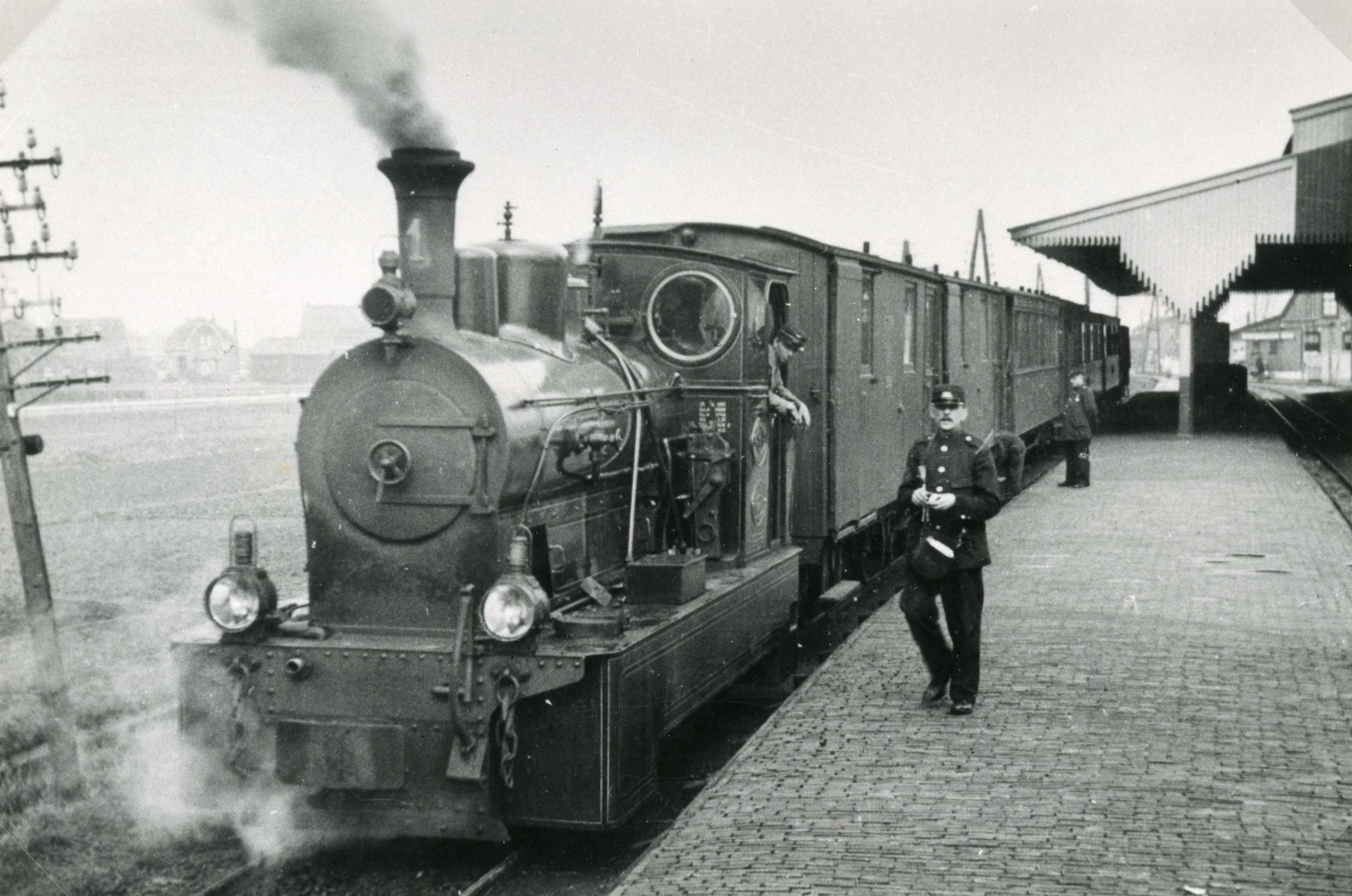
Stoomloc van de RTM

In 1878 werd het dankzij de Locaalspoor- en Tramwegwet mogelijk om ook spoorwegen aan te leggen waaraan minder hoge eisen worden gesteld op het gebied van beveiliging (spoorwegovergangen hoefden niet bemand te zijn) en maximale aslast. De maximumsnelheid op een lokaalspoorweg was wel lager, maximaal 30 km per uur, later 40 km/h. Door de lagere eisen was de aanleg goedkoper, zodat de lokaalspoorweg een nieuwe spoorcategorie werd tussen de bestaande categorieën hoofdspoorweg en tramweg in.
Lokaalspoorwegmaatschappijen schoten na 1880 als paddenstoelen uit de grond om gebieden te ontsluiten die te dunbevolkt zijn voor de aanleg van een hoofdspoorweg. De exploitatie werd veelal overgedragen aan grote spoorwegmaatschappijen als de SS of de HSM. In de jaren dertig van de twintigste eeuw worden de meeste lokaalspoorwegen gesloten omdat ze de concurrentiestrijd met de bus verloren hadden. Sommige lijnen zijn omgezet in hoofdspoorwegen. Tot 2005 was vrijwel het hele Nederlandse spoorwegnet 'hoofdspoorweg' en was de verouderde lokaalspoorwegwetgeving in onbruik geraakt.

### Lokaalspoorwegen verbouwd tot hoofdspoorweg

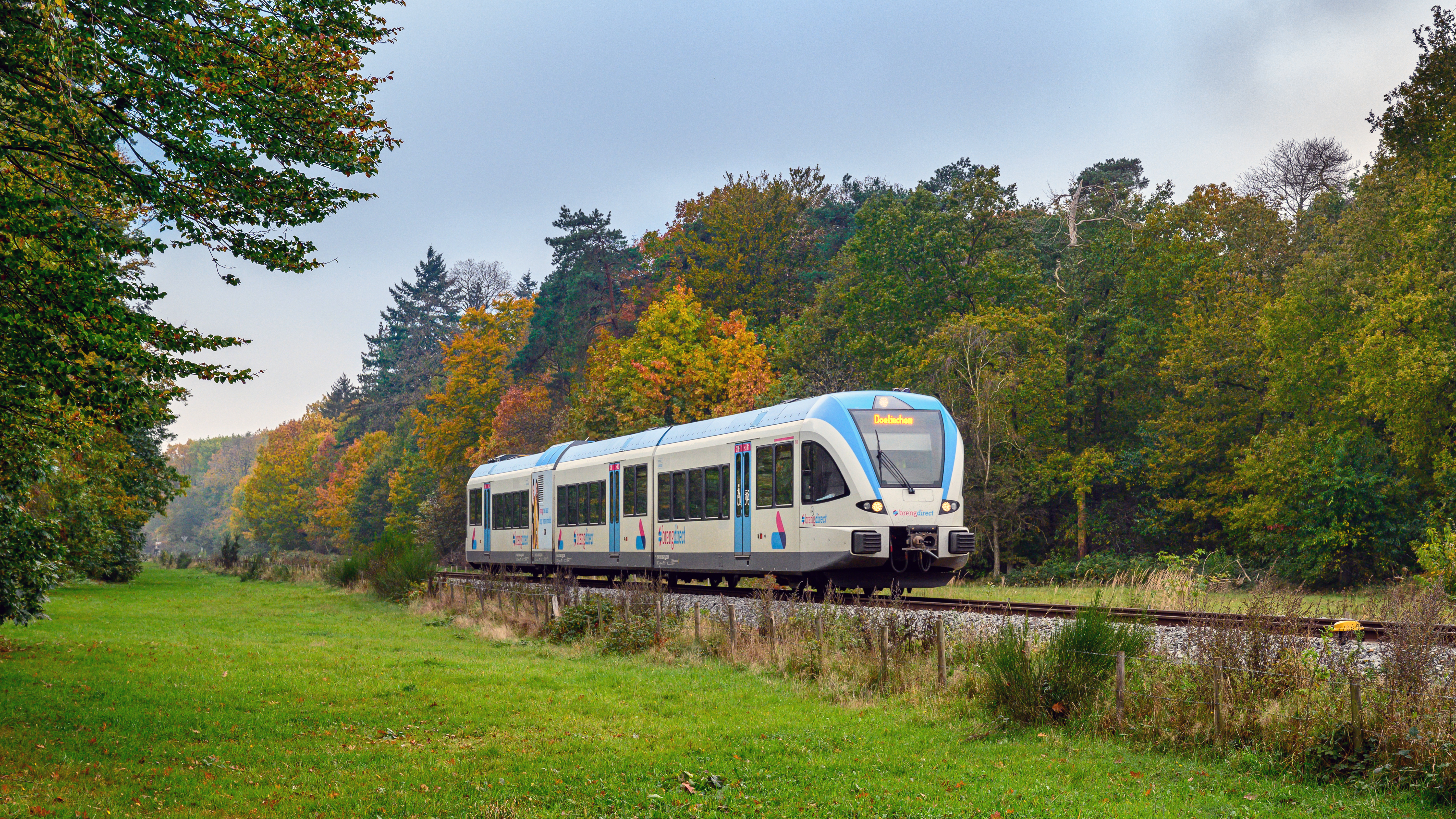
Voormalige lokaalspoorweg

De meeste lokaalspoorwegen zijn opgeheven en opgebroken. Vele werden vanaf circa 1930 gesloten voor reizigersverkeer, maar bleven in sommige gevallen nog in gebruik voor goederenvervoer. Een aantal lokaalspoorwegen werd verbouwd tot hoofdspoorweg:
- Apeldoorn – Deventer (geëlektrificeerd in 1951)
- Barneveld Noord - Ede-Wageningen (geëlektrificeerd in 1951)
- Den Dolder – Baarn (geëlektrificeerd in 1948)
- Deventer – Almelo (geëlektrificeerd in 1951)
- Sauwerd – Roodeschool (niet geëlektrificeerd)
- Winterswijk – Zevenaar (niet geëlektrificeerd)
- Zwolle – Emmen (geëlektrificeerd in 1987)
- Mariënberg – Almelo (niet geëlektrificeerd)
- Veendam – Zuidbroek (niet geëlektrificeerd)